# Cruztón (Chamula)
Cruztón es una localidad del estado mexicano de Chiapas. Es parte del municipio de Chamula.

## Demografía
| Gráfica de evolución demográfica |
|                                  |

| Censo | Población |
| ----- | --------- |
| 1950  | 217       |
| 1960  | 300       |
| 1970  | 366       |
| 1980  | 887       |
| 1990  | 1 292     |
| 2000  | 1 441     |
| 2010  | 1 756     |
| 2020  | 1 860     |